# 1991 FV2
1991 FV2 är en asteroid i huvudbältet som upptäcktes den 20 mars 1991 av den belgiske astronomen Henri Debehogne vid La Silla-observatoriet.
Den har en diameter på ungefär 3 kilometer.